# La Laja (Los Santos)
La Laja es un corregimiento ubicado en el distrito de Las Tablas en la provincia panameña de Los Santos. En el año 2010 tenía una población de 547 habitantes y una densidad poblacional de 124,7 personas por km².

## Geografía física
De acuerdo con los datos del INEC el corregimiento posee un área de 4,4 km².

## Demografía
De acuerdo con el censo del año 2010, el corregimiento tenía una población de unos 547 habitantes. La densidad poblacional era de 124,7 habitantes por km². 